# Festival panafricain d'Alger

Logo du Festival panafricain d'Alger.

Le Festival panafricain d'Alger (Panaf) est l'une des plus grandes manifestations culturelles d'Afrique. Elle regroupe des artistes et des intellectuels africains, ou issus de la diaspora africaine. Elle s'est déroulée en 1969 puis 40 ans après en juillet 2009 à Alger.
Le festival comprend des concerts, des spectacles de rue, des expositions, des projections, des concours ainsi que des conférences. Les disciplines représentées sont : la musique, la danse, le théâtre, la littérature, le cinéma et les arts visuels. Son ouverture est fêtée par une parade dans les rues d'Alger au cours de laquelle défilent tous les pays participants.
Le premier festival s'est déroulé sept ans après la décolonisation de l'Algérie. Le contexte politique africain était assez mouvementé. C'était l'époque des Indépendances. Les leadeurs africains de mouvements de libération et les Black Panthers des USA étaient présents. Le film documentaire réalisé par William Klein, Festival panafricain d'Alger 1969, le montre assez bien.

## Festival culturel Panafricain d'Alger 1969

### Contexte historique général
Ayant lieu du 21 juillet au 1er août 1969, le FCPA se déroule à un moment charnière de l’histoire de la décolonisation. À la suite de la Seconde Guerre mondiale, les grands empires européens font face à des demandes soutenues pour l’égalité et l’autodétermination menant parfois à des révoltes de la part des peuples sous occupation. Cette réalité occupera une place prépondérante sur la scène internationale durant le XXe siècle.
La victoire Vietnamienne à Dien Bien Phu en 1954 face à l’armée française encouragera le peuple algérien à commencer sa propre guerre de libération. Celle-ci durera près de 8 ans, sera marquée par la mort de 300 000 à 1 000 000 d’algériens(p. 157-158) et se soldera par l’accès à l’indépendance officielle de l’Algérie le 5 juillet 1962. 
Menant d’un côté sa guerre d’indépendance, le Front de Libération Nationale n’hésitera pas à appuyer les mouvements de libérations des autres territoires du continent africain. Il aidera à la formation de combattants dans ses camps et fournira un appui sur la scène internationale au travers les ramifications de son gouvernement provisoire. Nelson Mandela sera un de ses activistes qui recevront une formation militaire à cette époque. Une fois l’indépendance acquise, le FLN prend le pouvoir et ne lésine pas. Son aide est renforcée. Le président Ahmed Ben Bella se rapproche des grandes figures du mouvement des non-alignés tels que Fidel Castro, Gamal Abdel Nasser et Che Guevara. Ben Bella et Guevara voient en l’Afrique « le maillon faible de l’impérialisme ». Ce dernier se servira d’Alger comme d’une arrière base pour appuyer des mouvements révolutionnaire, notamment lors de son implication dans le conflit du Congo-Kinshasa. 
Malgré l’éviction de Ben Bella, le gouvernement mené par Houari Boumediene à partir de juin 1965 continuera son appui indéfectible aux guérilleros et activistes du monde. En 1969, la capitale algérienne regroupe 27 mouvements de libération d’à travers le monde, dont 7 issus du continent africain. Ceci vaudra à Alger le titre de Mecque des révolutionnaires ou de Capitale du Tiers-Monde. 
L’Algérie elle-même a été appuyée matériellement et diplomatiquement par nombre de pays lors de sa lutte pour l’indépendance. La liberté acquise, plusieurs pays continuent d’envoyer leur aide. Le peuple algérien s’en souviendra longtemps et malgré sa situation économique précaire, il restera solidaire des mouvements de libérations planétaires.

#### Le rôle du Panafricanisme
Le Panafricanisme est un mouvement qui tire ses origines à la fin du XIXe siècle et qui s’ancre dans l’histoire avec la tenue d’une première conférence panafricaine à Londres en 1900. Durant les décennies suivantes, grâce à la tenue de divers congrès, les leaders de la diaspora africaine font pression sur les puissances mondiales pour que soit reconnus des droits égaux aux personnes de couleurs. Ils en viendront plus tard à prôner l’indépendance et l’union politique des peuples d’Afrique. Cette prise de conscience engagée par des leaders tel W.E.B. Dubois et Jean-Price Mars encouragera des mouvements intellectuels comme celui de la Négritude, véhiculé par des auteurs comme Léopold Sédar Senghor et Aimé Césaire. Les écrits de Frantz Fanon, tels Peau Noire, masques blancs et Les damnées de la terre, marqueront quant à eux les mouvements révolutionnaires du monde.
En 1957, le Ghana accède à l’indépendance, et son premier président Kwame N’Krumah est un promoteur du panafricanisme et d’unité continentale. Il convoque à Accra en 1958 un congrès qui réunit officiellement des représentants des 7 autres pays africains indépendants de l’époque : l’Éthiopie, la Libye, le Maroc, le Soudan, le Libéria, la Tunisie et l’Égypte. Des délégations d’autres territoires y sont présentes, notamment l’Algérie représentée par Frantz Fanon et le Congo par Patrice Lumumba.
De 1958 à la création de l’Organisation de l’unité africaine (OUA), en 1963 à Addis-Abeba, il y aura plusieurs conférences panafricaines où se polarisent deux visions : celle des « réformateurs » du groupe de Monrovia et celle des « révolutionnaires » du groupe de Casablanca.
La dissension est marquée au sein du groupe de Casablanca et c’est l’influence du groupe de Monrovia, groupement plus près des intérêts occidentaux, qui aura préséance. Cet ascendant marquera la charte de l’OUA, ratifiée au terme de la conférence.  
Les pays africains s’entendent alors sur la nécessité de lutter pour l’élimination du colonialisme en Afrique, sur le renforcement de l’unité et de la solidarité africaine, l’amélioration des conditions de vies et la coordination de leurs politiques. Au lieu de pencher vers une union, les « réformateurs » s’assurent que le respect des souverainetés sera le fondement de l’organisation.
Le début des années 1960 voient les « modérés » prendre l’avant-place des débats sur la scène africaine. À cette époque, les nations indépendantes sont pleines des espoirs que leur confère leur nouveau statut et croient que leur développement suivra naturellement.
À l’été 1969, lors de la tenue du Panaf, un changement s’est opéré et ce sont maintenant les « révolutionnaires » menés par le leadership algérien entre autres qui ont le vent en poupe et qui influencent la politique africaine en faisant la promotion d’un panafricanisme révolutionnaire.

### L'organisation du festival
C’est sous l’égide de l’Organisation de l’unité africaine que sera promue l’idée d’un festival culturel panafricain. Le Président algérien Houari Boumediene est aussi le président de l’OUA. L’Algérie, symbole de la lutte anti-impérialiste, invitera donc l’Afrique entière et sa diaspora à venir célébrer l’africanité sur son territoire. 
Pour les organisateurs, le festival doit faire la promotion de l’indépendance africaine. Plusieurs pays d’Afrique vivent encore colonisés à l’époque. Ce festival se veut aussi une vitrine de la réussite des indépendances déjà acquises. C’est pourquoi l’Algérie finance la majeure partie de l’événement grâce aux revenus des hydrocarbures exploités par sa compagnie nationale Sonatrach.
Cet événement est vu comme une opportunité pour tisser des liens entre les peuples des différents pays. L’Algérie souhaite devenir un pôle économique d’importance et espère que le festival encouragera le développement du commerce avec de nouveaux partenaires africains. Seulement 1% de ses échanges commerciaux sont réalisés avec le continent à l'époque, contre deux tiers avec l’ancienne métropole, la France. Cette dépendance envers les anciennes métropoles est une réalité pour la majorité des pays Africains des années 1960.

### Déroulement

#### Le défilé d'ouverture
C’est à 16 heures, le 21 juillet 1969 que le coup d’envoi du défilé est donné par un baroud de la délégation algérienne. Le défilé franchit une dizaine de kilomètres au total et sera joint par 200 000 Algériens. Des troupes de danseurs, des musiciens, des acrobates de toutes les régions du continent sont présents et participent à cette grande fête. On observe la richesse culturelle du continent de par la multitude d’habits, d’apparats, les différentes danses, chants, le tout supporté par les instruments de musique traditionnels d’Afrique. La marche se ferme par des délégations de différents mouvements de libération nationale africains qui paradent avec leurs habits militaires. Plus de 4000 participants défileront sous les yeux des foules d’Alger. Les journaux nationaux et les dirigeants algériens parleront d’une réussite qui rappelle la liesse de la proclamation d’indépendance algérienne le 5 juillet 1962. Ce défilé sera utilisé par l’establishment africain comme preuve de l’unité africaine légitimant sa lutte pour la libération et le développement.

#### Le "Panaf"
Des artistes et des troupes venus de toute l'Afrique et de la diaspora africaine ont participé à cette première édition. Parmi les artistes figurent : Demagh Mohamed ,Tayeb Saddiki, Miriam Makeba, Archie Shepp, Choukri Mesli, Barry White, Manu Dibango, Nina Simone, Ousmane Sembène, Aminata Fall, André Salifou, Albert Memmi, Grachan Moncour III, Sunny Murray, Cal Massey (en), Clifford Thornton (en), Alan Silva, Dave Burrell (en), Oscar Peterson, Marion Williams (en), Maya Angelou, Don Lee, Ted Joans. On assiste à des spectacles en amphithéâtre, mais plusieurs performances sont aussi offerte à ciel ouvert et accessible à toute la population. Musique, théâtre et danses feront la joie des festivaliers. 
Plusieurs de ces performances ont marqué les esprits. Les performances de Miriam Makeba, chanteuse Sud-africaine en exil pour son militantisme face au régime d’apartheid sont de ceux-ci. Durant une de ses performances, Mme. Makeba chantera en arabe pour la foule « Ana Houra fi El Djazair », « Je suis libre en Algérie » une vibrante ode à la libération des peuples africains et au peuple algérien, qui, à cette époque, supporte les combats de libération africains toujours en cours. La chanteuse se verra octroyer la citoyenneté algérienne à la conclusion du festival pour faciliter ses déplacements à l’étranger.
En fin de festival, Archie Shepp, étoile américaine du jazz, montera sur scène avec ses musiciens et une large troupe de musiciens et danseurs Touaregs. C’est un moment d’anthologie qui démontre bien le rapprochement des cultures de la diaspora africaine prenant place durant le festival. Un enregistrement en direct du concert a été réalisé et publié en 1969, Live at the Pan-African Festival (en). On peut y entendre un mélange de musique traditionnelle du Sahara accompagnée d’une improvisation free jazz. Shepp proclamera « We are still Black and we have come back… Jazz is a Black Power! Jazz is an Africain power. Nous sommes revenus! “ Les Touaregs inviteront par la suite Shepp et ses musiciens à les visiter dans les déserts du sud pour d’autres performances. Il confiera plus tard y avoir vécu « une des expériences les plus profondes de sa vie. » [traduction libre].
Durant le festival a été tenue la Semaine du Cinéma Africain, dans la salle Ibn Khaldoun. Le symposium des cinéastes se déroule le matin, en après-midi et en soirée on assiste à la projection de films africains, on engage des débats et des tables-rondes avec les différents auteurs des œuvres. Par des ratés organisationnels, la plupart des cinéastes anglophones d’Afrique n’ont pas participé au festival.
C’est dans le Théâtre National Algérien, fraîchement rénové, qu’a eu lieu une compétition théâtrale entre les différentes délégations. Chaque pays avait le droit de faire la représentation d’une œuvre pour l’occasion. Le Sénégal remportera le premier prix avec la pièce L’exil d’Albouri.
Le festival panafricain et les colloques qui s'y déroulent sont l'occasion pour l'Afrique de démontrer que sa culture n'est pas figée dans l'exotisme de ses traditions, en s'affirmant comme une culture consciente de ses racines et tournée vers la modernité et l'universalisme. 
La clôture du festival donna lieu à un autre défilé rassemblant artistes et spectateurs dans une ambiance joyeuse. Des feux d’artifice d’une grande ampleur illuminent la ville. Le film réalisé par William Klein rend compte de la vitalité de l'événement.
Parmi les personnalités françaises, Jack Lang, alors directeur du Théâtre universitaire de Nancy, est présent.  

### Actes finaux

#### Le Manifeste Culturel Panafricain
Le symposium du festival qui réunit des délégations de toute la diaspora africaine et des africanistes du monde produira, au bout d’une semaine d’échange, un manifeste. Il se base sur les suggestions du discours inaugural de Houari Boumediene qui souhaitait engager un débat de fond sur les trois points suivants :
- Les réalités de la culture africaine
- Le rôle de la culture africaine dans les luttes de libération nationale et dans la consolidation de l’unité africaine
- Le rôle de la culture africaine dans le développement social de l’Afrique

Le manifeste stipule que les différents peuples africains ont souffert grandement du colonialisme qui a implanté une domination politique et a tenté d’éradiquer les cultures et les personnalités africaines. L’unité des peuples africains prend existence dans le destin partagé, la lutte fraternelle de libération contre la même oppression et donc d’un avenir qui doit être assumé en commun. En réponse à leur situation, les auteurs du manifeste encouragent la libération totale du continent et le ressassement de l’esprit africain. Sans tendre vers un repli sur soi, un retour aux sources est souhaité, l’inventaire des valeurs africaines et de celles qui ont été imposés par des éléments étrangers est à faire. La colonisation laisse des marques qui peuvent inhiber et aliéner les peuples. Les auteurs appellent donc à laisser tomber les schémas qui ne servent plus, tout en enrichissant la culture africaine des acquis sociaux, scientifiques et techniques récents pour amener la population vers la modernité et l’universalisme. 
La culture africaine, souvent considérée comme exotique, un objet d’intérêt pour les musées occidentaux, doit réaffirmer sa place dans le monde en tant qu’entité vivante. L’éthique africaine, sa solidarité, son hospitalité, sa fraternité, sa spiritualité et sa sagesse tous véhiculées par voie orale et écrite, au travers le conte, les légendes, les dictons et proverbes se doivent d’être une inspiration pour les artistes et artisans de cette culture en marche.
Par une lutte totale pour la décolonisation, les masses africaines pourront se réapproprier leurs cultures et leurs ressources nationales. Grâce aux apports de ces richesses et des technologies le continent aura finalement la chance de se développer économiquement et de se joindre au concert d’une civilisation universelle.
Plusieurs suggestions seront faites notamment : le rapprochement interculturel, une assistance économique et technique intra-africaine, l’échange d’information, la réforme du système d’enseignement et l’éducation des masses, un rétablissement véridique de l’histoire africaine, la protection de la propriété intellectuelle, le rapatriement des œuvres et archives pillées par les occidentaux, l’usage des instances internationales pour faire avancer le combat africain, etc.

#### Conclusions générales des cinéastes
Le Panaf fut l’occasion pour les cinéastes du continent de dialoguer, réfléchir sur leur situation et de prendre des décisions pour encourager la production cinématographie africaine et son rayonnement. Les cinéastes se servent de la plateforme pour faire des recommandations aux chefs d’états du continent et à l’Organisation de l’Unité Africaine. Les acteurs du symposium conviennent de la création de l’Union Panafricaine des Cinéastes lors d’une prochaine rencontre à Addis-Abeba. Cette organisation deviendra la FEPACI, aujourd’hui située à Nairobi au Kenya.
Constatant que le cinéma africain est encore majoritairement produit et distribué par des sociétés venant de l’étranger, les cinéastes s’entendent pour dire que l’Afrique doit mettre en place des structures facilitant les industries cinématographiques nationales. Ces structures doivent faciliter la coordination et la coopération au niveau continental. L’assemblée générale du symposium est consciente du potentiel de l’industrie cinématographique dans le processus de réhabilitation de la culture africaine. Elle souhaite aussi en faire le vecteur du progrès social et développement économique.
On commence déjà à définir le cadre de la future Union Panafricaine des Cinéastes. On crée un Bureau de presse à Alger, la Guinée se voit confier la rédaction d’un rapport sur les problèmes de distribution, production et d’exploitation. Un comité de coordination sera élu pour organiser la rencontre d’Addis-Abeba et le Sénégal accueillera son secrétariat général. Ils ont la vision d’une future cinémathèque continentale qui sauvegardera les films africains tout en protégeant les droits des producteurs. On encourage la création d’un festival du film africain. Cet élan consolidera le Festival de cinéma africain de Ouagadougou qui prépare sa deuxième édition.
Pour ces cinéastes, l’Organisation de l’Unité Africaine doit faire du cinéma une priorité. Ils demanderont donc aux différents états d’assurer le financement des différentes structure dont ils font la promotion et de mettre en place des lois facilitant la protection et l’expansion cinéma africain.

#### Déclaration des éditeurs
Des officiels, artistes, historiens et publicistes sont réunis à la Société Nationale d’Édition et de Diffusion durant le festival. Tout comme les cinéastes, ils conviennent que leur industrie est toujours dépendante d’un système mis en place par des intérêts étrangers. Ils sont consternés par l’absence d’entreprises de publication locales. Basées à Londres, Paris et New York les compagnies actuelles sont intéressées par le profit. Leur manque de sensibilité aux réalités du continent sont un frein à ses aspirations.
Cette rencontre souligne qu’il est primordial de donner les outils pour que l’industrie du livre puisse jouer son rôle dans la décolonisation culturelle africaine. Sous l’impulsion du panel présent la Commission d’Édition et de Diffusion du Livre Africain (C.E.D.L.A.) est créé. Elle sera située à Alger et aura pour but d’assurer entre autres la création de maisons d’éditions, la vente et la diffusion de livres à caractère culturels sur les territoires des États de l’Afrique et dans le reste du monde.

### La section internationale du Black Panther Party
Plusieurs leaders du Black Panther Party avaient été invités pour la tenue du Festival Panafricain. Entre autres le chef du cabinet David Hilliard (en), le ministre de l’éducation Raymond Masai Hewitt et le ministre de la culture Emory Douglas.
Quelques semaines avant le Panaf, le ministre de l’information du BPP, Eldridge Cleaver, en exil à Cuba depuis un an s’envole vers l’Algérie. Il atterrit à Alger et est mis en contact avec Elaine Mokhtefi, née en sol américain, Mokhtefi participe à cette époque à l’organisation du festival et a des connexions avec des poids lourds du gouvernement Algérien. Elle aidera les Black Panthers à s’établir à Alger.
Durant le festival, l’Afro-American Center, situé sur une des principales artères de la ville, attirera la jeunesse algérienne. « Le centre devient très vite un endroit incontournable pour les festivaliers et les étudiants algérois ». On y tient des sessions d’informations, des expositions, on projette des films.
Le centre est situé en face de celui dédié à la cause Palestinienne, ce qui amènera un rapprochement entre les deux mouvements. À un tel point que durant son discours à l’ouverture du festival, Eldridge Cleaver proclamera « al Fath will win! »[le Fatah vaincra].
Le gouvernement algérien avait confié la production du documentaire Le Premier festival culturel Panafricain à l’américain William Klein. Ce dernier prendra cette occasion pour produire un autre documentaire financé par l’Algérie sur Eldridge Cleaver et son combat.
À la suite de ce festival, l’arrivée de Cleaver et d’autres figures de proue du mouvement des Black Panther mènera à la création de la section internationale du BPP. Le gouvernement algérien leur fournira les mêmes avantages qu’aux autres organismes de libérations reconnus et présents sur son sol. Ils auront droit à un établissement, une allocation financière et des identifications diplomatiques permettant l’entrée et la sortie du pays sans demande de visa leur seront attribués. Cette première « ambassade » du peuple afro-américain sera inaugurée le 13 septembre 1970.

### Controverse
En 1966 a eu lieu à Dakar au Sénégal le premier Festival Mondial des Arts Nègres. C’est un festival d’envergure, mis en place en partie par l’Unesco et la Société Africaine de culture. Le président du Sénégal à l’époque est Léopold Sédar Senghor, penseur du mouvement de la Négritude. Ce festival vise à faire la promotion de la culture noire et de sa diaspora. Les pays du Maghreb sont absents de l’événement.
La situation est différente à Alger en 1969. Le Panaf veut tisser des liens culturels et tente de faire la promotion d’une africanité commune. La promotion d’un panafricanisme révolutionnaire y est palpable. Lors des différents colloques, des critiques sont soulevés à l’endroit de la Négritude. Selon Sékou Touré, cela encourage la discrimination raciale alors que d’autres croient que la négritude et cette catégorisation raciale sert l’intérêt des colonialistes. Plusieurs acteurs du symposium reconnaissent l’apport de la mouvance dans la réhabilitation de la personnalité africaine, mais appellent maintenant à la transcender.
Ce débat entre promoteurs de la négritude et ceux ayant une vision élargie de l’Africanité affecte aussi la tenue de FESTAC_77 en 1977. Léopold Sédar Senghor et le Sénégal s’opposent à la participation des nations arabes au festival. Ils menacent de ne pas y participer. Le Nigéria, pays hôte, défend la présence de tous les membres adhérent à l’Organisation de l’Unité Africaine. Selon ses diplomates, le contraire serait du racisme pur et simple. Cet épisode mène à une courte crise diplomatique qui voit le président sénégalais perdre en prestige.

## Festival panafricain d'Alger 2009
La deuxième édition du festival s'est déroulée en juillet 2009, soit 40 ans après celle de 1969. Elle a rassemblé 49 pays africains ainsi que les États-Unis, le Brésil et Haïti. Parmi les artistes invités figurent  : Biyouna, Youssou N'Dour, Gnawa Diffusion, Alpha Blondy, Magic System, Cesária Évora, Khaled, Danny Glover, Sami Tchak, Tierno Monénembo, Abou Lagraa, Louis-Philippe Dalembert, Steven Moussala et entre autres. Cette édition porte sur la diffusion des œuvres africaines. Elle comprend des rééditions de livres d'auteurs africains ou traitant de l'Afrique, des concours (de nouvelles, de BD...) et elle est divisée en plusieurs festivals spécialisés  : Festival de littérature et de livre jeunesse, Festival de théâtre, Festival de la Bande dessinée, Festival Diwane et Jazz, Festival de danses populaires...etc.

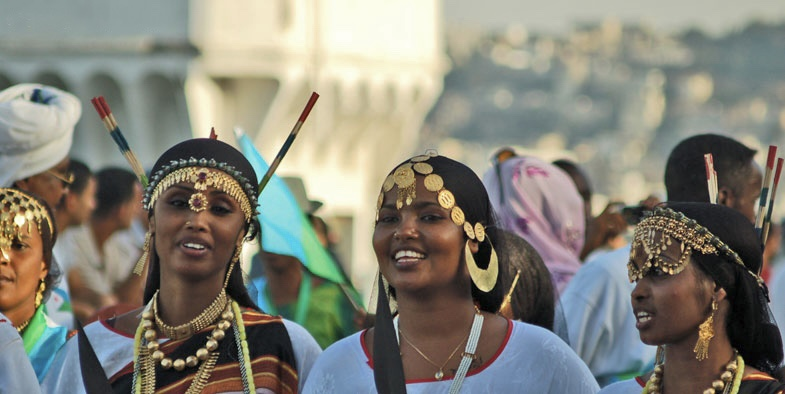
Logo du Panaf 2009.